# Wybory prezydenckie w Stanach Zjednoczonych w 1900 roku

Mapa wyborcza Stanów Zjednoczonych w 1900 roku. Liczba na mapie określa liczbę przedstawicieli stanu w Kolegium Elektorów

Wybory prezydenckie w Stanach Zjednoczonych w 1900 roku – dwudzieste dziewiąte wybory prezydenckie w historii Stanów Zjednoczonych. Na urząd prezydenta wybrano ponownie Williama McKinleya, a wiceprezydentem został Theodore Roosevelt.

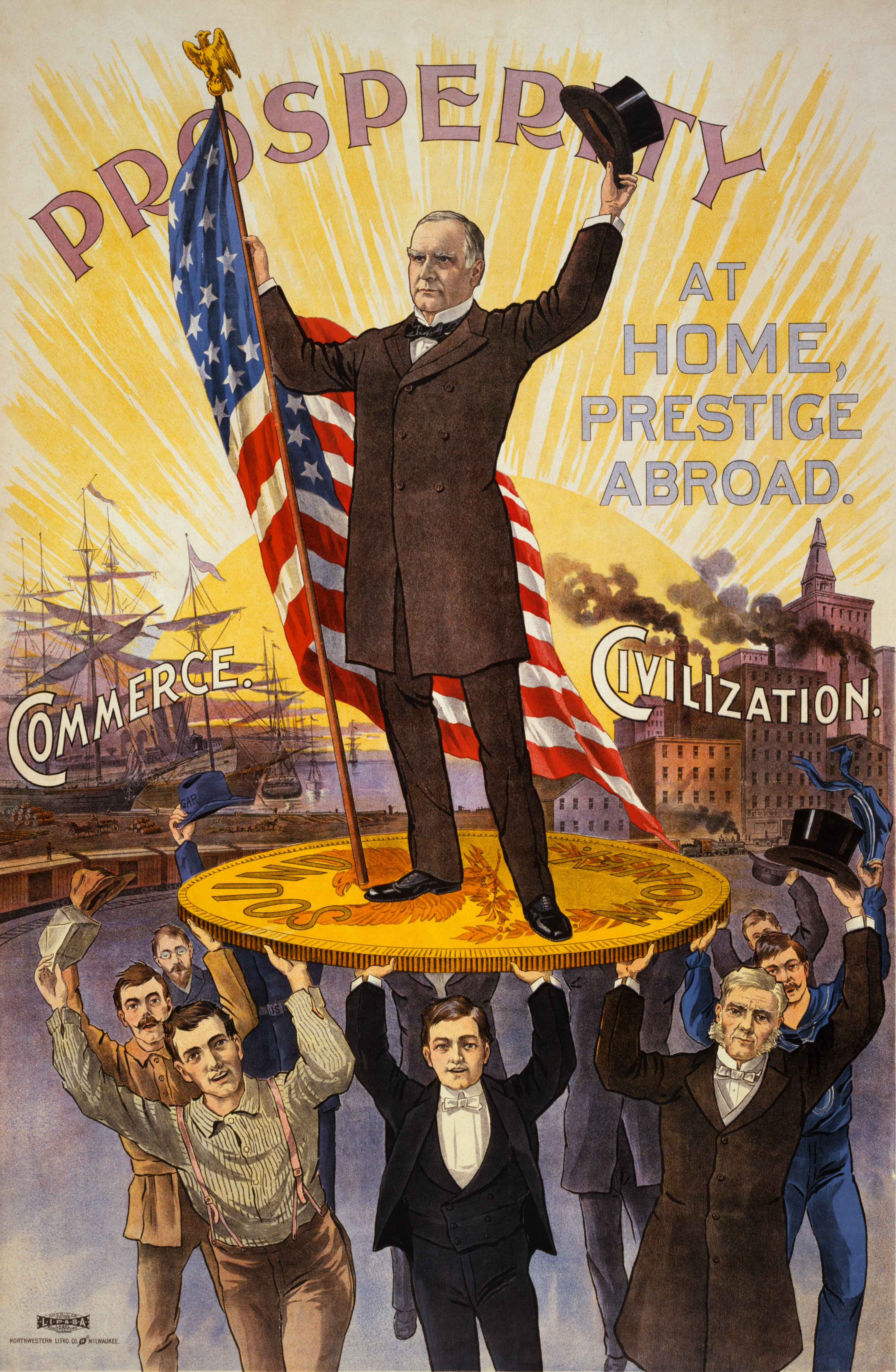
Plakat kampanijny przedstawiający Williama McKinleya trzymającego amerykańską flagę i stojącego na złotej monecie

## Kampania wyborcza
Pod koniec pierwszej kadencji, McKinley zapowiadał, że nie będzie się ubiegał o reelekcję. Jednak zebrawszy się na konwencji w Filadelfii w czerwcu 1900 roku, delegaci Partii Republikańskiej w pierwszym głosowaniu jednomyślnie udzielili mu nominacji. Początkowo McKinley planował zaproponować nominację wiceprezydencką Elihu Rootowi lub Williamowi Allisonowi. Wobec obustronnej odmowy, urzędujący prezydent zgodził się kandydować z popularnym wówczas Theodore’em Rooseveltem. Uchwalona w roku wyborczym ustawa o standardzie złota (Gold Standard Act) sprawiła, że w kraju panował wysoki poziom koniunktury. Wynikiem tego, w czasie kampanii nie poruszano kwestii taryf celnych czy emisji srebrnych monet. Partia Demokratyczna była podzielona na północno-wschodnie skrzydło konserwatystów oraz południowo-zachodnie skrzydło broniące interesów farmerów. Mimo to ich kandydatem na prezydenta ponownie został William Bryan. Jego kampania opierała się na atakowaniu obozu republikanów za imperializm (wojna amerykańsko-hiszpańska), jednak okazało się to nieskuteczne. Kandydatem Partii Prohibicji został John Woolley, a Socjalistycznej Partii Ameryki – Eugene Debs. Zanikająca Partia Populistyczna nie odegrała istotnej roli w wyborach.

## Kandydaci

### Partia Demokratyczna

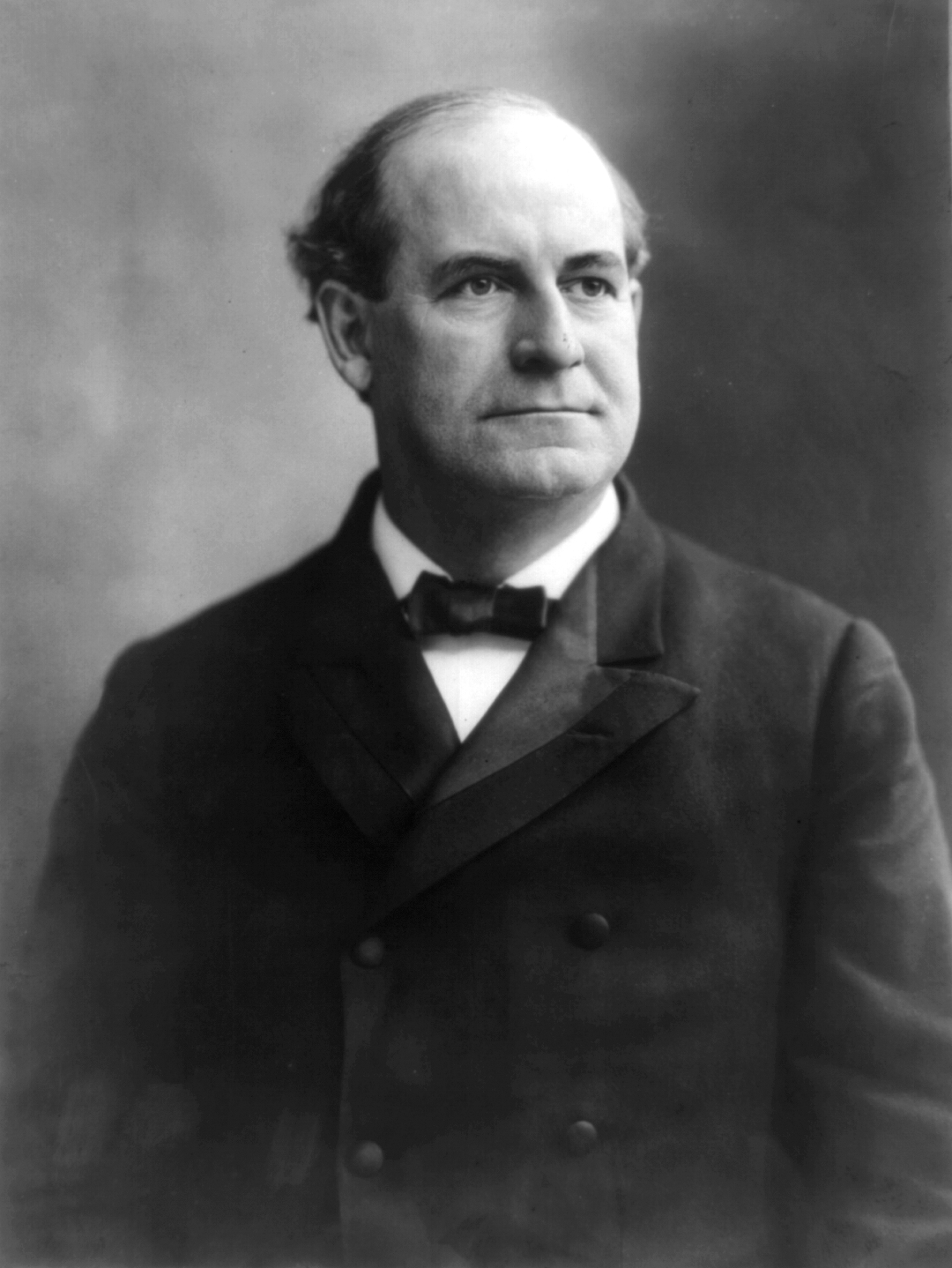
William Bryan
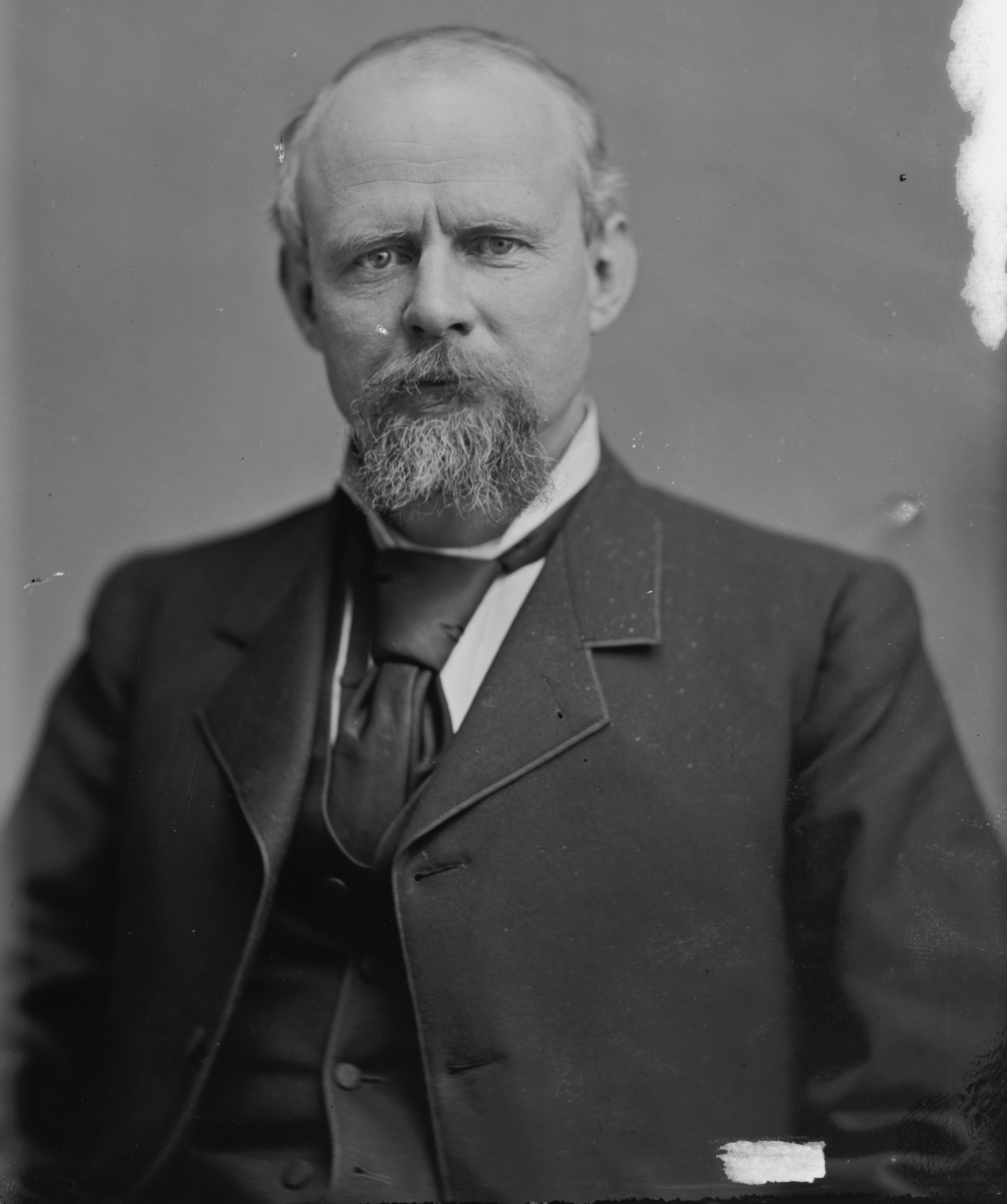
Adlai Stevenson

### Partia Republikańska

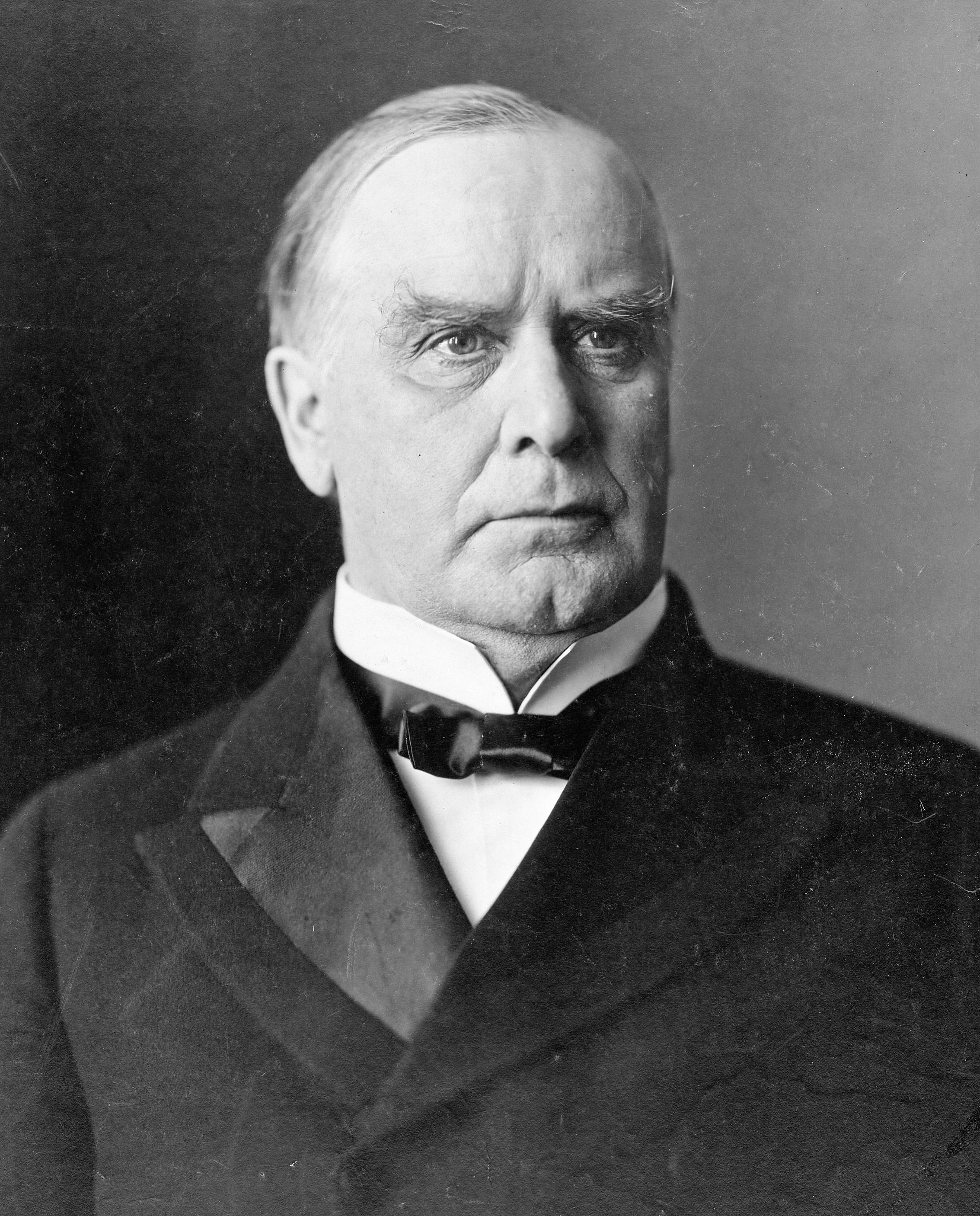
William McKinley
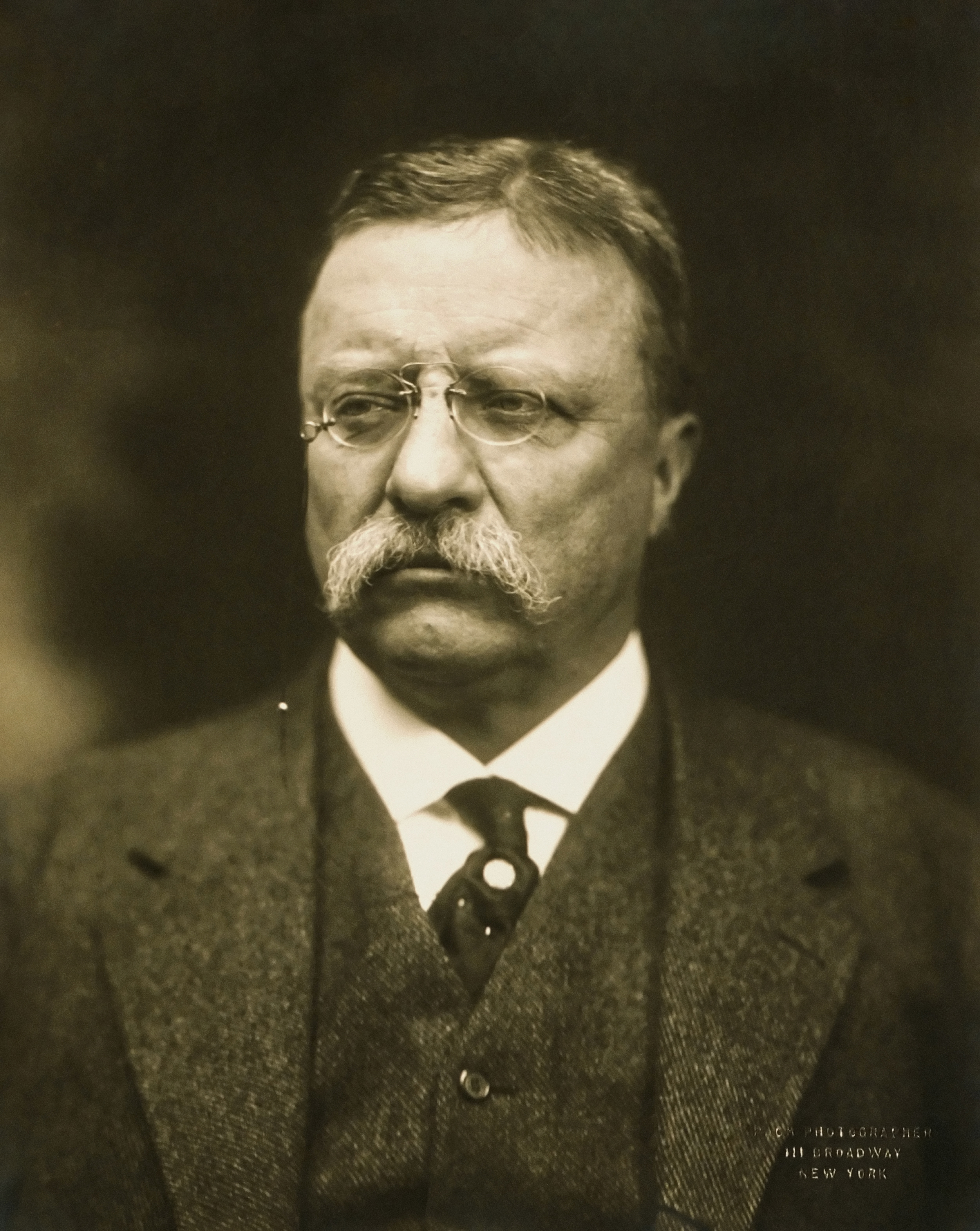
Theodore Roosevelt

### Socjalistyczna Partia Ameryki

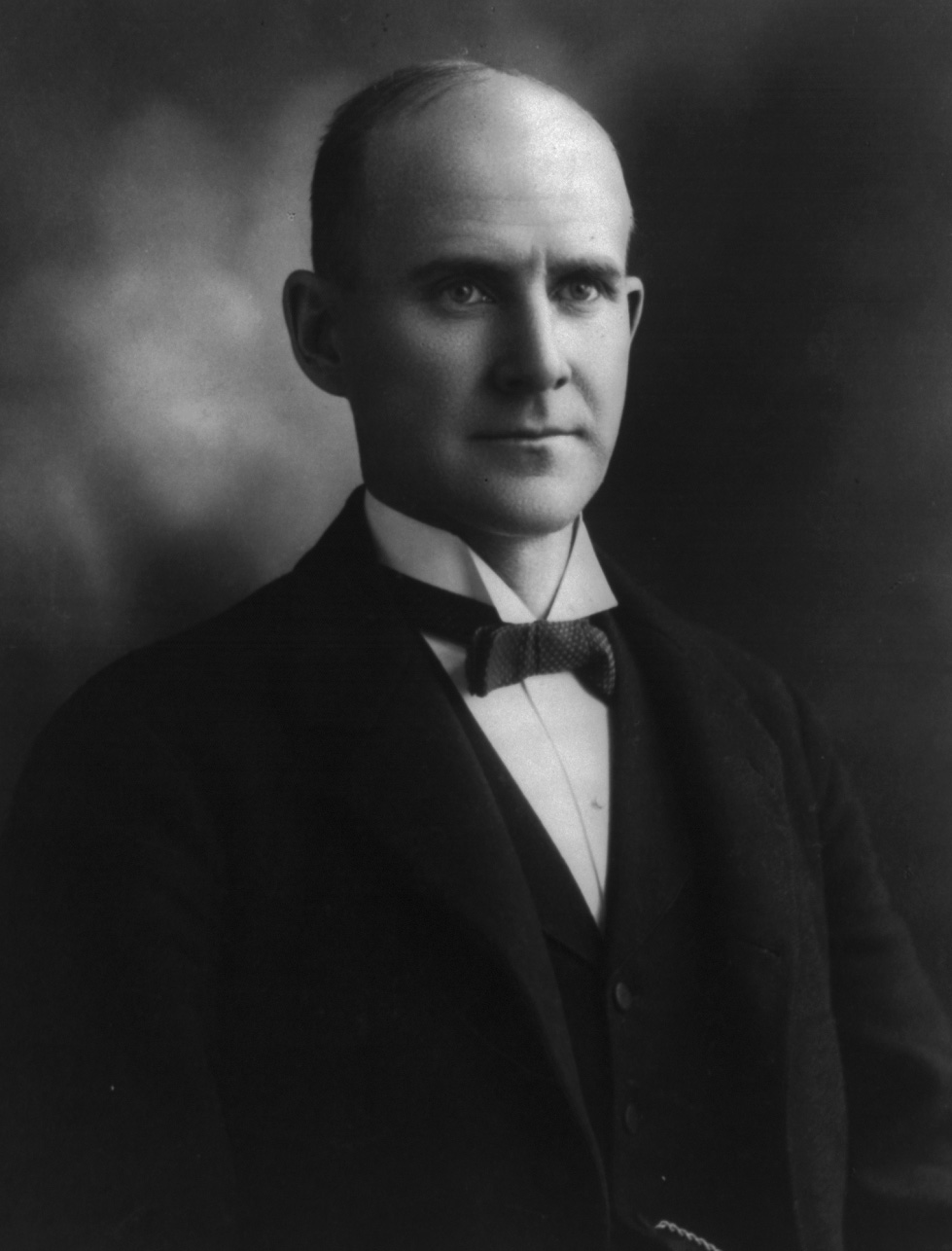
Eugene Debs

## Wyniki głosowania
Głosowanie powszechne odbyło się 6 listopada 1900. McKinley uzyskał 51,7% poparcia, wobec 45,5% dla Bryana, 1,5% dla Johna Woolleya i 0,6% dla Eugene’a Debsa. Ponadto, niespełna 100 000 głosów oddano na niezależnych elektorów, głosujących na innych kandydatów. Frekwencja wyniosła 73,2%. W głosowaniu Kolegium Elektorów McKinley uzyskał 292 głosów, przy wymaganej większości 224 głosów. Na Bryana zagłosowało 155 elektorów. W głosowaniu wiceprezydenckim zwyciężył Theodore Roosevelt, uzyskując 292 głosów, wobec 155 dla Adlaia Stevensona.
| Kandydat na prezydenta | Partia                        | Głosowanie powszechne | Głosowanie powszechne | Kolegium Elektorów |
| Kandydat na prezydenta | Partia                        | Głosy                 | Procent               | Kolegium Elektorów |
| ---------------------- | ----------------------------- | --------------------- | --------------------- | ------------------ |
| William McKinley       | Partia Republikańska          | 7 218 039             | 51,7%                 | 292                |
| William Bryan          | Partia Demokratyczna          | 6 358 345             | 45,5%                 | 155                |
| John Woolley           | Partia Prohibicji             | 209 004               | 1,5%                  | 0                  |
| Eugene Debs            | Socjalistyczna Partia Ameryki | 86 935                | 0,6%                  | 0                  |
| Łącznie                | Łącznie                       | Łącznie               | Łącznie               | 447                |

| Kandydat na wiceprezydenta | Partia               | Kolegium Elektorów |
| -------------------------- | -------------------- | ------------------ |
| Theodore Roosevelt         | Partia Republikańska | 292                |
| Adlai Stevenson            | Partia Demokratyczna | 155                |
| Łącznie                    | Łącznie              | 447                |